# Msida Saint-Joseph Football Club
Il Msida Saint-Joseph Football Club è una società calcio con sede a Misida, a Malta.
Fondato nel 1906, nella stagione 2025-2026 in National Amateur League, la terza divisione del calcio maltese.

## Palmarès

### Competizioni nazionali
- Second Division: 1

2001-2002
- Third Division: 1

2000-2001

### Altri piazzamenti
- Coppa di Malta:

Finalista: 2004-2005
- Second Division (Malta):

Secondo posto: 2012-2013
- National Amateur League:

Secondo posto: 2022-2023
- National Amateur Cup:

Finalista: 2020-2021